# Zeven jongens en een oude schuit
Zeven jongens en een oude schuit is een Nederlandse speelfilm uit 1942 van G. Gerritsen in zwart-wit en geluid. De film is gebaseerd op het boek Zeven jongens en een ouwe schuit (1905) van A.C.C. de Vletter (1866-1935). De film heeft als internationale titel Seven boys and an old ship.

## Rolverdeling
| Acteur           | Personage         |
| ---------------- | ----------------- |
| Frans Beukenkamp | Toon              |
| L. van Dijk      | Kapitein Trappers |

1896-1909 · 1910-19 · 1920-29 · 1930-39 · 1940-49 · 1950-59 · 1960-69 · 1970-79 · 1980-89 · 1990-99 · 2000-09 · 2010-19
· 2020-29